# Rø-senderen
Rø-senderen er en 315,7 meter høj gittermast fastspændt med stålbarduner ca. 1,8 km nordøst for Årsballe midt på Bornholm, der anvendes til digital radio- og TV-transmission og mobilteletoni. Masten blev opført i begyndelsen af 1989, som en af de 16 hovedsendere i TV2’s sendenet, der blev etableret mellem 1988-89. Den ligger ca. 1,3 km nord for Årsballe-senderen.
Rø-senderens top er 431,2 meter over havets overflade og er dermed Danmarks højeste, faste punkt. Selve masten er dog med sin højde på 315,7 meter lavere end eksempelvis masten til Hedensted-senderen (316 m) og Hove-senderen (320 m).
Antennedriften har skiftet ejer flere gange. Da Telekommunikationen blev udbudt til privat drift i starten af 1990'erne blev Post og Telegrafvæsenet til Statens Teletjeneste. Driften blev derefter overtaget af Telecom, som blev til TeleDanmark, og senere TDC, som solgte antennedriften videre til selskabet Broadcast Service Danmark, som under svensk ejerskab hed Teracom Danmark og i dag er  Cibicom A/S.
Rø-senderen sender på 5 digitale multiplex ud til de bornholmske TV-seere.
Senderens signaler kan også modtages i Skåne, Blekinge og den polske nordkyst.
Rø-senderen er også knudepunkt for Telia og Telenors mobiltrafik på Bornholm.
Det er muligt at komme næsten helt til tops i Rø-senderen. Det sker via en lille tremands-elevator. Det er dog kun særligt uddannede teknikere fra Broadcast Service Danmark, der står for driften af senderen, som indimellem tager turen til tops. Sikkerhedsreglementet kræver, at man skal kunne kravle ned igen, hvis elevatoren går i stykker, så snart der er tale om master over 60 meter. Derudover skal der være tre mand tilstede for at kunne reparere fejl i selve antennerne.
Landsbyen Rø, som senderen er opkaldt efter, befinder sig 6 km nord for den.